# (3156) Ellington
(3156) Ellington és un asteroide pertanyent al cinturó d'asteroides, descobert el 15 de març de 1953 per Alfred Schmitt des del Reial Observatori de Bèlgica, Uccle.
Inicialment va ser designat com 1953 EE. Va ser anomenat Ellington en honor del músic nord-americà Duke Ellington.